# Nikolaj Hänni
Nikolaj Hänni (Schliern, 1976. március 2. –) svájci nemzetközi labdarúgó-játékvezető.

## Pályafutása

### Nemzeti játékvezetés
2009-ben lett az I. Liga játékvezetője.

### Nemzetközi játékvezetés
A Svájci labdarúgó-szövetség Játékvezető Bizottsága (JB) terjesztette fel nemzetközi játékvezetőnek, a Nemzetközi Labdarúgó-szövetség (FIFA) 2011-től tartotta nyilván bírói keretében. Több nemzetek közötti válogatott és klubmérkőzést vezetett, vagy működő társának 4. bíróként segített. FIFA JB besorolás szerint 3. kategóriás bíró. Válogatott mérkőzéseinek száma: 6 (2014).

#### Nemzetközi kupamérkőzések

##### Európa-liga
| Időpont          | Helyszín              | Mérkőzés típusa           | Mérkőzés                       | Eredmény |
| ---------------- | --------------------- | ------------------------- | ------------------------------ | -------- |
| 2014. július 24. | DVTK-stadion, Miskolc | előselejtező (2. forduló) | Diósgyőri VTK–PFK Litex Lovecs | 1 – 2    |

## Magyar vonatkozás
| Időpont         | Helyszín       | Mérkőzés típusa              | Mérkőzés            | Eredmény | Nézők száma |
| --------------- | -------------- | ---------------------------- | ------------------- | -------- | ----------- |
| 2013. június 6. | ETO Park, Győr | felkészülési (879. mérkőzés) | Magyarország–Kuvait | 1 – 0    | 8000        |